# Quakers de Penn
Les Quakers de Penn (en anglais : Penn Quakers) sont un club omnisports universitaire de l'université de Pennsylvanie. Les équipes des Quakers participent aux compétitions universitaires organisées par la National Collegiate Athletic Association. Penn fait partie de la division Ivy League.
La première équipe sportive des Quakers de Penn fut une formation de cricket qui débuta ses activités dès 1876 et disputa son premier match le 11 novembre 1876. C'est toutefois l'équipe de football américain qui apparait la plus importante à la fin du XIXe siècle à la suite du gain du titre national en 1894, 1895, 1897 et 1904. John Heisman et John Outland furent les plus fameux joueurs des Quakers de cette période.
En basket-ball, les Quakers ont disputé une fois le Final Four, en 1979.